# ABC Comics
O ABC Comics foi a primeira Convenção de história em quadrinhos realizada no Grande ABC Paulista.

## Histórico
O Grupo Criou em 2002 o 1º ABC Comics como proposta de reunir várias manifestações culturais, dentre elas quadrinhos, fanzines, mangás, exibições de vídeos e muito mais.
Com grande aceitação do público o grupo foi encorajado a continuar e se reuniram novamente para realização da 2ª Edição do evento em 2003, que dentro dessa proposta começou a incluir mais variações de cultura Pop, dentre elas o Cosplay, exibições e a introdução de sessões de animekê e dublagem.
No ano de 2004 foi preparado nova edição e devido a aceitação crescente de público foi necessário sediar em um espaço naior, a Faculdade FAMA, em Mauá, inserindo mais atividades e introduzindo definitivamente a presença de shows de bandas de animesongs. Um dos momentos marcantes foi a presença do dublador e diretor de dublagem Gilberto Baroli, que esteve pela primeira vez em Mauá respondendo as perguntas de fãs.
No ano de 2005 o evento começa a ganhar mais espaço entre os fãs e além das atividades tradicionais trouxe novamente Gilberto Baroli. Porém, em companhia de mais dois dubladores, Nelson Machado e Marli Bortoletto.
No ano de 2006 a equipe decidiu renovar o formato, e abriu uma interação que já existia dos fã clubes com o evento ainda mais, o que possibilitou uma participação de Fã clubes muito forte. Foi o que trouxe um colorido todo especial para a edição. Um destaque especial foi para os Fã clubes e para a presença de Bandas de animesongs presentes, uma delas foi a Gaijin Sentai, que pela primeira vez realizou show no ABC.
Infelizmente no ano de 2007 não foi possível a realização do evento, devido a equipe não ter conseguido local para realização.
No ano de 2008 o grupo se reuniu novamente com intuito de realizar mais um ABC Comics, e conseguiram o colégio Barão de Mauá, na própria cidade de Mauá, para realização.